# Peemwit Thongnitiroj
Peemwit Thongnitiroj (thailändisch ภีมวิชช์ ทองนิธิโรจน์, * 10. Februar 1993) ist ein thailändischer Fußballspieler.

## Karriere
Peemwit Thongnitiroj spielte bis 2014 bei Samut Songkhram FC. Der Club aus Samut Songkhram spielte in der ersten Liga, der Thai Premier League. Als Tabellenletzter musste der Club Ende 2014 den Weg in die Zweitklassigkeit antreten. 2015 wechselte er zum Ligakonkurrenten Chainat Hornbill FC nach Chainat. Hier kam er jedoch nicht zum Einsatz. Wo er 2016 spielte, ist unbekannt. 2017 spielte er bis Juni beim Erstligisten Thai Honda Ladkrabang FC in Bangkok. Zum ebenfalls in der ersten Liga spielenden Pattaya United wechselte er im Juni 2017. Hier stand er einmal auf dem Feld und schoss dabei ein Tor. Nach der Saison wechselte er nach Sukhothai zum Erstligisten Sukhothai FC. Für den Club absolvierte er 11 Spiele in der ersten Liga. In die zweite Liga, der Thai League 2, wechselte er 2019. Hier schloss er sich dem Sisaket FC aus Sisaket an. 19 Mal stand er für den Club auf dem Spielfeld. Nach der Saison unterschrieb er für die Saison 2020 einen Vertrag beim Ligakonkurrenten Navy FC in Sattahip. Nach 13 Zweitligaspielen und sechs Toren wechselte er im Januar 2021 zum ebenfalls in der zweiten Liga spielenden Uthai Thani FC nach Uthai Thani. Am Ende der Saison musste er mit dem Verein in die dritte Liga absteigen. Hier trat er mit dem Klub in der Northern Region an. Am Ende der Saison feierte er mit Uthai Thani die Meisterschaft der Region sowie den Aufstieg in die zweite Liga. Nach dem Aufstieg verließ er den Verein und schloss sich im Juni 2022 dem Drittligisten Mahasarakham FC an. Mit dem Verein aus Maha Sarakham spielte er in der North/Eastern Region der Liga. Am Ende der Saison feierte er mit dem Verein die Meisterschaft der Region und die Qualifikation zu den Aufstiegsspielen zur zweiten Liga. Hier konnte man sich jedoch nicht durchsetzen. Im Sommer 2023 wurde sein Vertrag nicht verlängert. Am 1. August 2023 nahm ihn der Zweitligaaufsteiger Pattaya United FC unter Vertrag.

## Erfolge
Uthai Thani FC
- Thai League 3 – North: 2021/22

Mahasarakham FC
- Thai League 3 – North/East: 2022/23